# Falera
Falera est une commune suisse du canton des Grisons, située dans la région de Surselva.

## Historique

Photo aérienne prise à 400 m par Walter Mittelholzer (1923)

Le lieu-dit « La Mutta », est un site mégalithique comportant de nombreux menhirs,.
Falera fait partie de la seigneurie de Wildenberg, qui appartient aux seigneurs du même nom jusqu'à leur extinction en 1319. Les Werdenberg-Heiligenberg héritent de la seigneurie. La souveraineté est obtenue par les Belmont après leur guerre de 1352 contre les Werdenberg.

## Domaine skiable
Falera est reliée au domaine skiable de Laax via un télésiège.

## Honneur
L'astéroïde (233943) Falera porte son nom.